# Giroc
Giroc es una comuna ubicada en el distrito de Timiș, Rumania.

## Superficie
Posee una superficie de 52,77 kilómetros cuadrados.

## Demografía
Hasta 2021 la población era de 22 270 habitantes, con una densidad de población de 422,0 habitantes por kilómetro cuadrado.